# Фотій (Тимощук)
Фо́тій (Тимощу́к) (у мирі: Пилип Мойсейович Тимощук; 14 листопада 1895, Великий Правутин Волинської губернії, нині: Шепетівського району Хмельницької області — 19 квітня 1974, Луцьк) — єпископ УАПЦ, а пізніше священник Українського екзархату Російської православної церкви.

## Життєпис
Пилип Тимощук служив священником в Східній Волині, весною 1932 року нелегально перейшов кордон між СРСР та Польщею.
Отримує призначення до парафії на Волині, в грудні 1932 року арештований польськими карними органами, звинувачується у шпигунстві на користь СРСР, засуджений до 12 років ув'язнення.
Покарання відбував у в'язниці Дрогобича. В 1939 році, після приходу радянської влади звільнений, листопадом 1939 року призначається на парафію у Володимирі-Волинському.
28 листопада 1941 року архієпископ Полікарп відновлює засідання Луцької єпархіальної ради, серед присутніх — і Тимощук.
Висвячений на єпископа Чернігівського УАПЦ 10 травня 1942 року в Андріївській церкві Києва. Це проходило у великій таємниці — німецька окупаційна влада могла легко заарештувати архієреїв. Архімандрит Фотій (Тимощук) став одним із кандидатів на єпископство відроджуваної Церкви, прийняв перед тим чернечий постриг.
До Чернігова так і не добрався, осів в Ніжині, незабаром Полікарп (Сікорський) переводить його у Вінницю. Служив у Вінниці до грудня 1942 року, коли певні церковні почали вимагати церковного суду над ним. У січні 1943 року спробував перейти до Автономної церкви, але його там не прийняли. В січні 1944 року був арештований органами НКВД, а 10 липня 1946 року засуджено до 10 років ув'язнення у виправно-трудових таборах, яке відбував у місті Мотоловськ Архангельської області до 24 січня 1955 року. З 5 квітня 1957 року і до смерті, служив як священник у сані протоієрея у Волинсько-Рівенській єпархії Українського екзархату Російської православної церкви.
Помилково вважалося, що поховали Фотія та черницю-дружину разом — на Байковому цвинтарі, і що в 2010-х роках на місці їхнього поховання розміщуються хрести з іменами схиєпископа Михаїла (Костюка) та схигумені Михаїли (Шепелєвої). Проте, він помер у Луцьку, і там є похованим.